# Insane in the Mainframe
«Insane in the Mainframe» (укр. «Хворий на весь мейнфрейм») — одинадцята серія третього сезону анімаційного серіалу «Футурама», що вийшла в ефір у США 8 квітня 2001 року.
Автор сценарію: Білл Оденкерк. Режисер: Пітер Аванзіно.

## Сюжет
Серія починається зі сцени, в якій Гермес зачитує сухе формальне привітання з нагоди 10-річного ювілею праці доктора Зойдберґа в компанії «Міжпланетний експрес». Водночас з'ясовується, що заощадження на песнійному рахунку Зойдберґа становлять 0 доларів 0 центів (він ніколи не робив жодних унесків). Занепокоєний своїм майбутнім Фрай вирушає разом із Бендером до банку «Велике Яблуко», щоби покласти на пенсійний рахунок все, що має — 6 доларів.
У банку вони зустрічають старого знайомого Бендера — психічно неврівноваженого робота-злочинця Роберто. Той здійснює пограбування, в якому друзі несамохіть беруть участь. Залишивши їм частку здобичу, Роберто тікає, а Бендер і Фрай попадають під арешт. Під час суду Роберто недвозначно погрожує Фраю розправою, якщо той свідчитиме проти нього. Втім, адвокату вдається переконати суддю в неосудності Фрая і Бендера. Їх обох (оскільки людські божевільні переповнені) відправляють до психіатричної лікарні для злочинних роботів.
У клініці лікарі відмовляються визнавати Фрая людиною. Його розміщують в одній палаті з Едді Поламайком, який лікується від спонтанного вибухання. Змучений нелюдськими умовами існування, Фрай ледь животіє, харчуючись батончиками, що їх викашлює хворий торговий автомат.
Несподівано до Фрая приводять нового сусіда (замість Едді, який одужав) — Роберто, якого було схоплено і відправлено до божевільні через спробу пограбувати той самий банк вдруге. Незабаром звільняють і Фрая, який, за словами лікарів, вилікувався від марень про свою людськість. Натомість Роберто, якому надокучило життя в лікарні, влаштовує втечу разом із Бендером.
Глибоко переконаний у тому, що він є роботом, Фрай повертається до «Міжпланетного експреса». Ніхто з друзів не здатний повернути його до нормального стану. Тим часом Роберто намагається втретє пограбувати банк «Велике Яблуко», і Бендер допомагає йому сховатися в «Міжпланетному експресі». Поліція оточує будівлю, і Роберто бере всіх працівників у заручники. Раптово Фрай, який «збагнув», що є бойовим дроїдом, йде в атаку на Роберто. Той б'є його ножем, але влучає в бляшанку з мастилом у внутрішній кишені куртки.
Думаючи, що дійсно має справу з роботом, нажаханий Роберто стрибає з вікна і потрапляє до рук поліції. Фрай звільняє заручників, але, помітивши поріз на руці, миттю «пригадує», що є людиною.

## Пародії, алюзії, цікаві факти
- Назва серії походить із пісні гурту Cypress Hill «Insane in the Brain», в якій, зокрема, є рядок «Insane in the membrane».
- Робот Норм, що має мініютюрні параболічні антени в роті, якими він приймає передачі з їдальні ЦРУ, є алюзією на актрису Люсіль Болл, яка у 1942 році повідомила ФБР, що відчуває сигнали абетки Морзе у свинцевих пломбах у своїх зубах, внаслідок чого було заарештовано японського шпіона.
- Медсестра Гаєчка (англ. Nurse Ratchet) пародіює медсестру Речед з «Польоту над гніздом зозулі». Алюзією на одну зі сцен цього фільму також є епізод, в якому Бендер налаштовує антени в роті Норма на прийом передачі про кінські перегони.
- Робот у їдальні, який постійно кричить «пересаджуємось!», нагадує Капелюшника, персонажа «Аліси в Країні Чудес». Напис на його капелюсі — «5/3» — пародіює ілюстрацію до «Аліси», де Капелюшник мав на капелюсі бірку «Цей фасон 10/6» (дроби 5/3 і 10/6 дорівнюють один одному, насправді ж малася на увазі ціна — 10 шилінгів 6 пенсів).
- Захоплений заручником, Бендер стверджує, що в нього розвинувся стокгольмський синдром.
- Голова доктора Перцептрона нагадує плазмову лампу, якими часто прикрашають сучасні інтер'єри.